# Regin Dahl
Pour les articles homonymes, voir Dahl.
Regin Dahl, né le 5 novembre 1918 à Tórshavn et décédé le 29 mars 2007 à Copenhague, est un poète et compositeur féroïen. Il passa la plus grande partie de sa vie au Danemark, mais écrivit toujours en féroïen, sa langue maternelle.

## Éléments biographiques
Regin Dahl est né en 1918 à Tórshavn, au presbytère de Sandagerði. Il était le plus jeune des quatre enfants de Maria, née Hansen, et de Jákup Dahl. Sa mère, native de Tórshavn, était la fille de Georg Casper Hansen, un professeur de musique originaire de Bornholm. Son père, Jákup Dahl, pasteur, linguiste et traducteur de la Bible en féroïen, était quant à lui le fils de Petur Hans Dahl, un commerçant de Vágur. Regin Dahl grandit dans un foyer imprégné de protestantisme et de culture classique, mais aussi de l’engagement de son père en faveur de l’autonomie des îles Féroé et de la reconnaissance de la langue féroïenne. C’est aussi son père qui lui enseigna le latin. Sa foi chrétienne est également sensible dans certains des poèmes qu’il écrivit vers la fin de sa vie.
Regin Dahl partit pour le Danemark à l’âge de 15 ans, en 1934, et passa son baccalauréat à l’Académie de Sorø en 1937. Après un séjour aux îles Féroé pendant l’hiver 1937/1938, il regagna le Danemark, où il fit des études de littérature et de vieux norrois à l’université de Copenhague. En 1947, il entra comme lecteur et conseiller littéraire dans la maison d’édition fondée par son ami Ole Wivel et publia de nombreux poètes danois. Il conserva son poste après la reprise de l’entreprise par les éditions Gyldendal en 1953. Dahl demeura au Danemark jusqu’à sa mort mais garda toujours des liens étroits avec la communauté féroïenne expatriée, notamment par ses activités en tant que collaborateur de la maison d’édition féroïenne Føroyingafelag, dont il rédigea entre  1940 et 1944, avec Karsten Hoydal, le numéro spécial de Noël, Jól uttanlendis. Outre sa propre production poétique, il mit en musique l’œuvre de poètes tels que Hans Andrias Djurhuus. Il existe quelque 400 enregistrements de ses compositions.
Dahl était marié et père de trois filles. À la fin de sa vie, atteint de cécité, il séjourna dans un asile pour aveugles à Haderslev et mourut à l'âge de quatre-vingt-neuf ans.

## Œuvre poétique
Regin Dahl publia ses premiers textes en prose dans Varðin en 1936, puis dans Jól uttanlendis et Útiseti. Son style, à ses débuts, ne se démarquait guère de celui d’autres auteurs féroïens tels que Jóannes Patursson, Hans A. Djurhuus ou Janus Djurhuus. En 1937, il publia son premier recueil de poèmes intitulé Í útlegd, où il parvint à trouver un style propre. Alliant la tradition des kvaedi à des modes d’expression plus modernes et plus personnels, il se libéra de bonne heure du romantisme national qui imprégnait alors la poésie féroïenne. Dans sa poésie, extrêmement musicale et souvent chantée, les éléments rythmiques et l’euphonie de la langue jouent un rôle majeur. Qualifié de « plus grand poète des Féroé » par son compatriote Carl Jóhan Jensen, Regin Dahl est incontestablement l’un des poètes féroïens les plus importants du XXe siècle,.

## Prix et distinctions
Par deux fois, en 1973 et en 1979, Regin Dahl obtint le prix M. A. Jacobsen, le plus important des lettres féroïennes. En 1985, il fut le premier auteur de langue féroïenne sélectionné pour le grand prix de littérature du Conseil nordique pour son recueil Eftirtorv. Il fut en outre, en 1998, le premier lauréat du prix Mentanarvirðisløn Landsins.
- 1998: Mentanarvirðisløn Landsins
- 1979: Statens Kunstfond pour Orðakumlar
- 1979: bourse de la Fondation Jeanne et Henri Nathansen
- 1979: prix M.A. Jacobsen pour Orðakumlar
- 1979: bourse de la Fondation Johannes Ewald
- 1973: prix M.A. Jacobsen pour Sneisaboð (prix attribué conjointement à Jens Pauli Heinesen)

## Œuvre littéraire
- 2000 Smámunir
- 1993 Vit ið aftaná koma
- 1988 Elliskekar, einbýlisljóð
- 1985 Rekagrót
- 1981 Eftirtorv
- 1978 Tríkirni
- 1978 Orðakumlar
- 1969 Sneisaboð
- 1965 Gongubitar
- 1964 Veitslugávan
- 1955 Óttukvæði
- 1949 Beltisgyrði
- 1948 Sólin og Sóljan
- 1944 Leysasøkk hittinorð
- 1944 Tokkaljóð
- 1944 Gevið brøður
- 1943 Barnasongbók
- 1937 Í útlegd

## Traductions
Certains poèmes de Regin Dahl ont été traduits :
- en danois : Poul P. M. Pedersen, Færøske digte 1900–1971, Copenhague 1972
- en anglais: George Johnston, Rocky Shores, Paisley 1981 et Martin Allwood, Modern Scandinavian Poetry, Mullsjö 1982
- en allemand: Paul Alfred Kleinert, Färöische Dichtung aus 100 Jahren-von Djurhuus bis Poulsen, Nordische Reihe, Pernobilis-Édition, Engelsdorfer Verlag 2007
- en français: Où y a-t-il un sentier ? traduit du féroïen par Régis Boyer, in Europe no 887, mars 2003, Paris

## Œuvre musicale

### Discographie
- 1993 – 16 sjómansrímur eftir H.A. Djurhuus
- 1993 – 36 løg til føroyskar sangir
- 1976 – 4 vísur
- 1974 – Barnarímur hjá Hans A. Djurhuus
- 1972 – Lukkurímur og fagnarljóð

## Sources et liens externes
- Regin Dahl, Store norske leksikon
- Regin Dahl, Den Store Danske Encyklopædi
- (fo) Regin Dahl sur snar.fo
- (fo) Regin Dahl sur bokasolan.fo
- (de) Regin Dahl sur Lyrikwelt.de